# Polypedates occidentalis
Polypedates occidentalis é uma espécie de anfíbio gimnofiono da família Rhacophoridae. Está presente na Índia. A UICN classificou-a como deficiente de dados.